# Matteo Gianello
Matteo Gianello (* 7. Mai 1976 in Bovolone, Provinz Verona) ist ein ehemaliger italienischer Fußballtorhüter.

## Karriere
Matteo Gianello lernte das Fußballspielen in der Jugend von Chievo Verona als Torhüter. In der Saison 1994/95 wurde er zu Sampdoria Genua in die Serie A verliehen, wo er allerdings kein einziges Ligaspiel absolvierte. In der darauffolgenden Saison kehrte er zu Chievo zurück und bestritt vier Partien in der Serie B. In der Spielzeit 1996/97 stand er in 35 Partien im Tor der Veronesern und kassierte insgesamt 50 Gegentore. Gianello gehörte drei weitere Jahre dem Kader von Chievo Verona an und absolvierte noch 30 Spiele, in denen er 44 Gegentreffer einstecken musste. Im Jahr 2000 wechselte der Torhüter zur AC Siena, bei denen er die erste Saison als Stammspieler absolvierte und zum Ligaerhalt in der Serie B verhalf. Auch die darauffolgende Spielzeit war er in den meisten Partien im Einsatz, erhielt allerdings weniger Einsätze als noch im Vorjahr. Für die komplette Spielzeit 2002/03 wurde er zu Hellas Verona verliehen. Während Siena erstmals in der Vereinsgeschichte den Aufstieg in die Serie A erreichte, kehrte Gianello nach nur einem Einsatz bei Hellas Verona enttäuscht nach Siena zurück. Da die AC Siena ihn nicht mehr im Kader berücksichtigte, wurde er im Januar 2004 für sechs Monate zur ASD Lodigiani in die Serie C verliehen.
Dort fand der Torhüter zu seiner Form und bestritt 15 Partien mit dem Team. Im Sommer 2004 transferierte er zur SSC Neapel, der ihn von der AC Siena verpflichtete. In Napoli hatte er einen schwierigen Start, aber noch in der ersten Saison schafft er es sich ins Team zu spielen und erhielt 17 Einsätze. Nachdem er mit Neapel die Play-off-Spiele erreicht hatte, und nur knapp an der US Avellino scheiterte, schafften die Süditaliener in der Saison 2005/06 den Aufstieg in die Serie B. Gianello bestritt inzwischen deutlich weniger Partien, da mit Gennaro Iezzo ein neuer Torhüter nach Neapel gewechselt war, der ihn aus dem Tor verdrängt hatte. In der Spielzeit 2007/08 erhielt Matteo Gianello wieder deutlich mehr Einsätze, weil sein Konkurrent Iezzo schwächelte. Seit der Saison 2009/10 ist Gianello nur noch der dritte Torhüter bei Neapel. Der Neuzugang Morgan De Sanctis und auch Gennaro Iezzo hindern ihn an weiteren Einsätzen. Im Dezember 2012 wurde er aufgrund seiner Beteiligung am italienischen Wettskandal der Saison 2011/12 für 3 Jahre und 3 Monate gesperrt.